# Inge van der Vlies
Inge Cornelia van der Vlies (Velsen, 30 augustus 1948) is een hoogleraar emeritus aan de Universiteit van Amsterdam.

## Biografie
Na haar studie rechten werkte Van der Vlies vanaf 1969 bij de leerstoel Beginselen staats- en administratief recht aan de Universiteit van Amsterdam, eerst als student-assistent, laatst als hoofdmedewerker. Vanaf 1983 werkte zij als jurist, raadadviseur en directeur bij drie ministeries. Zij promoveerde in 1984 op Het wetsbegrip en beginselen van behoorlijke regelgeving: de verandering van het legaliteitsbeginsel in de twintigste eeuw aan haar alma mater, met als promotor prof. dr. C.A.J.M. Kortmann. Per 1 november 1990 werd zij benoemd tot gewoon hoogleraar aan de UvA met als leeropdracht: Bestuurskunde, in het bijzonder de juridische aspecten van het openbaar bestuur; haar oratie, getiteld Grenzen aan het recht, sprak zij uit op 18 juni 1993. Per 1 januari 1995 werd zij aan diezelfde universiteit benoemd tot gewoon hoogleraar Bestuursrecht; per 1 augustus 2013 ging zij met emeritaat. Zij schreef verschillende handboeken, en publiceerde over kunst en recht. Zij zat in redacties van verschillende juridische handboeken en tijdschriften.
Prof. dr. I.C. van der Vlies had en heeft talrijke nevenfuncties, op zowel juridisch als cultureel terrein. Zo was zij voorzitter van de Adviescommissie Wet tot Behoud van Cultuurbezit die onder haar leiding in 1998 De wet tot behoud van cultuurbezit. Een evaluatie van de werking van de wet uitbracht. Van 1 september 1995 tot 1 januari 1997 was zij vicevoorzitter van de Raad voor het binnenlands bestuur. Zij werkte ook mee aan andere juridische adviezen aan de overheid, met name ten aanzien van de kunst. In de periode 1996 tot 2004 was zij vicevoorzitter van de Raad voor Cultuur. Vanaf 1993 was zij voorzitter van de commissie voor de Binnengemeentelijke Decentralisatie van de gemeente Amsterdam; bij haar afscheid in 2012 kreeg zij de Andreaspenning. Zij was sinds 23 december 2004 lid en sinds 25 juni 2007 plaatsvervangend voorzitter van de Restitutiecommissie; per 23 december 2017 nam zij afscheid van het bestuur van de commissie.  Zij is lid van de Koninklijke Hollandsche Maatschappij der Wetenschappen.

### Privé
In de jaren 1980 had zij een relatie met de musicus en componist Maarten Altena, een kleinzoon van mr. Jean François van Royen (1878-1942), over wie zij in 1985 in het Biografisch Woordenboek van Nederland een lemma schreef.